# 4 iunie
ianuarie • februarie • martie  • aprilie  • mai  • iunie  • iulie  • august  • septembrie  • octombrie  • noiembrie  • decembrie
4 iunie este a 155-a zi a calendarului gregorian și ziua a 156-a în anii bisecți. Mai sunt 210 zile până la sfârșitul anului.

## Evenimente
- 0105: Împăratul Traian părăsește Roma pentru a purta al doilea război împotriva dacilor (105-106).
- 1919: Congresul american aprobă cel de-al 19-lea amendament al Constituției SUA, care garantează dreptul la vot al femeilor.
- 1920: Se încheie Tratatul de la Trianon între Puterile Aliate și Ungaria. Recunoașterea pe plan internațional a unirii Transilvaniei, Banatului, Crișanei și Maramureșului cu România (a intrat în vigoare la 26 iulie 1921).
- 1937: Au fost folosite pentru prima oară cărucioarele de supermarket, în Oklahoma City; inventatorul lor a fost Sylvan Goldman.
- 1940: Al Doilea Război Mondial: Se încheie Bătălia de la Dunkerque, cu victoria germanilor.
- 1941: Al Doilea Război Mondial: Trupele naziste execută 24 de profesori polonezi în Lwów.
- 1942: Al Doilea Război Mondial: Începe bătălia aeronavală de la Midway, în care Marina Statelor Unite a învins în mod decisiv Marina Imperială Japoneză (încheiată la 7 iunie 1942).
- 1944: Al Doilea Război Mondial: Eliberarea Romei de către trupele aliaților.
- 1970: Tonga își câștigă independența față de Marea Britanie.
- 1989: În Polonia au loc alegeri câștigate de celebrul sindicat „Solidaritatea", condus de Lech Walesa, singura mișcare muncitorească independentă întâlnită vreodată într-un stat comunist; la 19 august 1989, s-a format primul guvern postcomunist.
- 1989: Au avut loc tragicele evenimente din Piața Tienanmen; armata a invadat piața și a reprimat sângeros mișcarea de la Beijing. Tinerii adunați în Piața Tienanmen („Poarta Păcii Cerești”) manifestaseră, începând cu 22 aprilie 1989, pentru reforme democratice și pentru inițierea unui dialog cu guvernul comunist.
- 1992: Sfințirea crucii de marmură și a monumentului ridicat în memoria Mareșalului Ion Antonescu, în apropiere de Jilava, pe locul unde a fost executat, la 1 iunie 1946.
- 2003: Ministrul Afacerilor Externe a inaugurat Consulatul General al României de la Barcelona.
- 2004: A fost inaugurat „Water Park" cel mai mare parc acvatic din România (lânga Aeroportul Otopeni).

## Nașteri
- 1394: Philippa a Angliei, regină consort a Danemarcei, Suediei și Norvegiei (d. 1430)
- 1604: Claudia de Medici, arhiducesă de Austria și ducesă de Urbino (d. 1648)
- 1694: François Quesnay, medic francez (d. 1774)
- 1738: George al III-lea al Marii Britanii, rege (d. 1820)
- 1754: Franz Xaver von Zach, astronom, geodez, matematician și ofițer german-austriac (d. 1832)
- 1812: George Barițiu, istoric și publicist român transilvănean (d. 1893)
- 1834: Jacob Volhard, chimist german (d. 1910)
- 1867: Gustaf Mannerheim, militar și politician finlandez (d. 1951)
- 1870: Elizabeth Hesselblad, infirmieră suedeză, dreaptă între popoare (d. 1957)
- 1877: Heinrich Otto Wieland, chimist german, laureat al Premiului Nobel pentru chimie (1927) (d. 1957)
- 1893: Armand Călinescu, politician român (d. 1939)  (asasinat)
- 1904: Ioan Massoff, teatrolog și prozator român (d. 1985)
- 1908: Angelika „Geli“ Raubal, nepoata vitregă a lui Adolf Hitler (d. 1931)
- 1911: Milovan Đilas, om politic, eseist și disident iugoslav (d. 1995)
- 1912: Robert Jacobsen, sculptor și pictor danez (d. 1993)
- 1919: Costache Lazăr, medic chirurg și profesor universitar (d. 2008)
- 1923: Elizabeth Jolley, scriitoare australiană (d. 2007)
- 1924: Dennis Weaver, actor american (d. 2006)
- 1929: Karolos Papoulias, președinte al Greciei (2005-2015) (d. 2021)
- 1936: Bruce Dern, actor american
- 1936: Timotei Seviciu, arhiepiscop al Aradului, Ienopolei și Hălmagiului
- 1939: Alexandru Arșinel, actor român de teatru și film (d. 2022)
- 1940: Ioan Igna, arbitru și jucător de fotbal român
- 1941: Dan Alexandru Grigorescu, geolog și paleontolog român
- 1941: Valentin Uritescu, actor român de teatru și film (d. 2022)
- 1947: Rodica Mureșan, actriță română de teatru și film
- 1952: Bronisław Komorowski, politician polonez, președinte al Poloniei între 2010-2015
- 1953: Jimmy McCulloch, muzician britanic
- 1954: Horst Samson, profesor, jurnalist și poet de limba germană de origine română
- 1956: Keith David, actor american
- 1956: Bernd Posselt, om politic german
- 1959: Anil Ambani, om de afaceri indian
- 1961: Arina Avram, scriitoare și jurnalistă română
- 1961: Ferenc Gyurcsány, om politic ungar, prim-ministrul Ungariei 2004-2009
- 1964: Sean Pertwee, actor englez
- 1966: Cecilia Bartoli, mezzosoprană italiană
- 1970: Izabella Scorupco, actriță, cântăreață și model polonez
- 1971: Noah Wyle, actor american
- 1975: Russell Brand, actor englez
- 1975: Angelina Jolie, actriță americană
- 1976: Aleksei Navalnîi, jurist, activist și politician rus (d. 2024)
- 1976: Nenad Zimonjić, jucător sârb de tenis
- 1981: Giourkas Seitaridis, jucător grec de fotbal
- 1983: Emmanuel Eboué, fotbalist ivorian
- 1983: Guillermo García-López, jucător spaniol de tenis
- 1985: Lukas Podolski, fotbalist german

## Decese
- 1530: Maximilian Sforza, duce de Milano (d. 1493)
- 1541: Pedro de Alvarado, conquistadorspaniol și guvernator al Guatemalei
- 1792: Jakob Michael Reinhold Lenz, scriitor german (n. 1751)
- 1798: Giovanni Giacomo Casanova de Seingalt, scriitor și aventurier italian (n. 1725)
- 1801: Frederick Muhlenberg, preot și un politician american (n. 1750)
- 1836: José da Cunha Taborda, pictor și arhitect portughez (n. 1766)
- 1872: Stanislaw Moniuszko, compozitor polonez (n. 1819)
- 1876: Abdülaziz, al 32-lea sultan otoman al Imperiului Otoman (n. 1830)
- 1918: Aristizza Romanescu, actriță română de scenă (n. 1845)
- 1925: Gheorghe Dima, compozitor și dirijor român (n. 1847)
- 1925: Pierre Louÿs, scriitor francez (n. 1870)
- 1941: Wilhelm al II-lea, împărat al Germaniei, rege al Prusiei (n. 1859)
- 1942: Reinhard Heydrich, general în SS și de poliție, șef al Oficiului Suprem al Securității Reichului (RSHA) (n. 1904)
- 1961: Alice Voinescu, scriitoare română (n. 1885 )
- 1967: Gheorghe Ionescu-Sisești, agronom român (n. 1885)
- 1971: György Lukács, filosof maghiar-evreu, istoric literar și estetician marxist (n. 1885)
- 1973: Maurice René Fréchet, matematician francez
- 1985: Gleb Struve, poet, critic și istoric literar rus (n. 1898)
- 2002: Nineta Gusti, actriță română  de teatru și film (n. 1913)
- 2004: Nino Manfredi, actor italian de film (n. 1921)
- 2012: Ljubiša Rajić, filolog sârb (n. 1947)
- 2012: Eduard Khil, bariton rus (n. 1934)
- 2017: Juan Goytisolo, scriitor spaniol (n. 1931)
- 2021: Friederike Mayröcker, scriitoare austriacă (n. 1924)
- 2022: György Moldova, scriitor maghiar (n. 1934)

## Sărbători
- Sf. Mucenici Zotic, Atal, Camasie și Filip de la Niculițel;
- Sf. Mitrofan, Patriarhul Constantinopolului (calendar ortodox)
- Sf. aep. Mitrofan; Sf. m. Zoticos, Attalos, Camasis și Filipos din Niculițel (calendar greco-catolic)
- Sf. Francisc Caracciolo, pr. (calendar romano-catolic)
- Ziua Internațională a Copiilor - victime ale agresiunii (se marchează din 1983, ca urmare a hotărârii Adunării Generale a ONU, din 19 august 1982, în memoria copiilor omorâți în timpul invaziei israeliene în Liban, din 1982)
- Tonga: independența față de Regatul Unit (1970)